# Teatro Experimental do Negro

Teatro Experimental do Negro ensaiando Sortilégio, com Abdias Nascimento e Léa Garcia, 1957. Arquivo Nacional.

Teatro Experimental do Negro (TEN) foi uma companhia teatral brasileira, fundada por Abdias do Nascimento, que atuou entre 1944 e 1961. Entre 1952 e 1953 o grupo teve um programa de mesmo nome na TV Tupi apresentando teleteatros.

## Histórico
O TEN foi fundado e dirigido por Abdias Nascimento e Maria Nascimento, sua esposa. A ideia para sua criação nasceu em 1941, após um encontro com os poetas Efraín Tomás Bó, Godofredo Tito Iommi, Raul Young e Napoleão Lopes Filho, que desde a década de 1930 formavam a Santa Hermandad Orquídea, para assistir à peça O Imperador Jones, de Eugene O'Neill, no Teatro Municipal de Lima. Naquela montagem, um ator branco com o rosto pintado de negro, o argentino Hugo D’Evieri, interpretava o protagonista negro.
De volta ao Brasil, Abdias do Nascimento foi preso em consequência de seus protestos contra a discriminação racial. Ainda na penitenciária do Carandiru, criou com outros presos o Teatro do Sentenciado. Ao deixar a prisão, concebeu uma companhia teatral voltada para o desenvolvimento da cidadania e conscientização racial. O elenco foi composto por operários e empregadas domésticas. Alguns dos primeiros membros eram analfabetos, e foi preciso realizar cursos de alfabetização para que eles pudessem ler os textos das peças.
A estreia da companhia foi em 1945, com O imperador Jones. Eugene O’Neill cedeu gratuitamente os direitos para encenar o texto. A escolha se justificou pela ausência, na dramaturgia brasileira da época, de obras que contemplassem o problema racial. No dia 8 de maio de 1945, o TEN se apresentou no palco do Theatro Municipal do Rio de Janeiro. Aguinaldo Camargo representou o papel principal sob a direção de Abdias Nascimento.
A primeira montagem de um texto brasileiro veio dois anos depois, com O filho pródigo, drama poético de Lúcio Cardoso. Aguinaldo Camargo vatuou ao lado de Ruth de Souza, José Maria Monteiro, Abdias do Nascimento, Haroldo Costa e Roney da Silva. Tomás Santa Rosa assinou os cenários. Nelson Rodrigues escreveu para o TEN a peça Anjo Negro (1946), cuja estreia no Teatro Municipal do Rio de Janeiro teve como condição de o ator principal ser um branco pintado de preto. O TEN produziu vários outros espetáculos, trabalhando com textos brasileiros e estrangeiros.
Além da atuação nos palcos, o TEN assumiu uma postura política, criando entidades como a Associação das Empregadas Domésticas e o Conselho Nacional de Mulheres Negras. Publicou o jornal Quilombo, que denunciava a discriminação racial em todo o Brasil e dava notícias e informações sobre cultura negra no mundo. Combateu o padrão eurocentrista de beleza dos concursos de Miss Brasil, realizando concursos de beleza para mulheres negras. Em 1955, promoveu a Semana do Negro e um concurso de artes plásticas tendo como tema o Cristo Negro. Publicou o jornal Quilombo (1948-50), a antologia Dramas para negros e prólogo para brancos (1961), e os livros Sortilégio (Mistério Negro), de Abdias Nascimento (1959), e Teatro Experimental do Negro: Testemunhos (1966).
O TEN foi impedido pelo governo brasileiro de participar do primeiro Festival Mundial de Artes Negras, realizado no Senegal em 1966, ocasião em que Abdias Nascimento publicou sua "Carta Aberta a Dacar" denunciando o critério discriminatório aplicado pelo Itamaraty (Ministério das Relações Exteriores). O artigo foi publicado pela revista Présence Africaine, editado pelo renomado intelectual senegalês Alioune Diop. 
Em 1968, o TEN realizou um ciclo de debates e a primeira exposição do projeto Museu de Arte Negra, no Museu da Imagem e do Som do Rio de Janeiro. Logo em seguida, Abdias Nascimento viajou para o exterior, onde foi obrigado a ficar durante 13 anos de exílio. No exterior, ele continuou o trabalho do TEN ao desenvolver atividades culturais e artísticas, bem como continuar o combate ao racismo.

## Peças encenadas
- 1945 - O Imperador Jones
- 1946 - O Moleque Sonhador

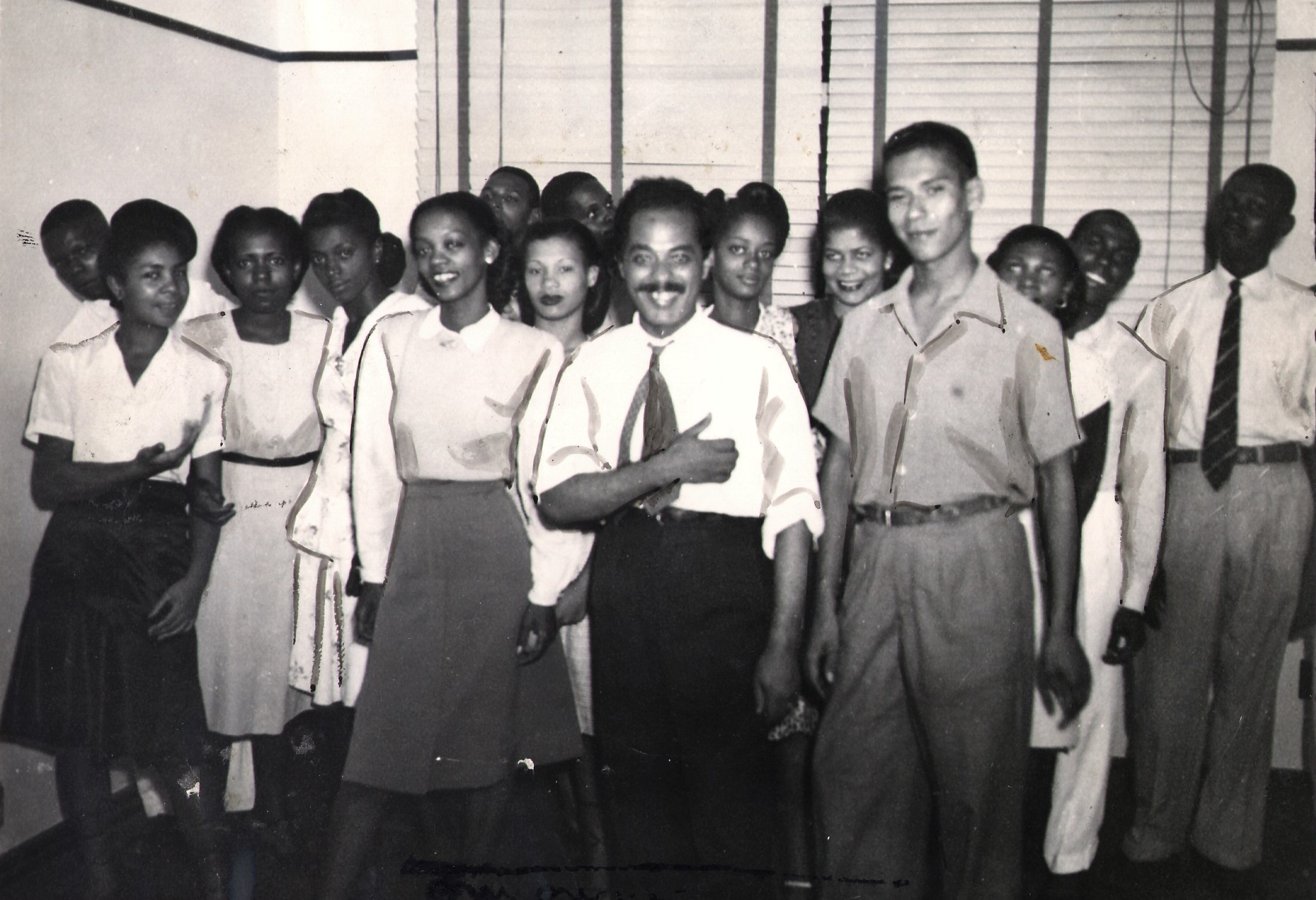
Em 30 de março de 1947.

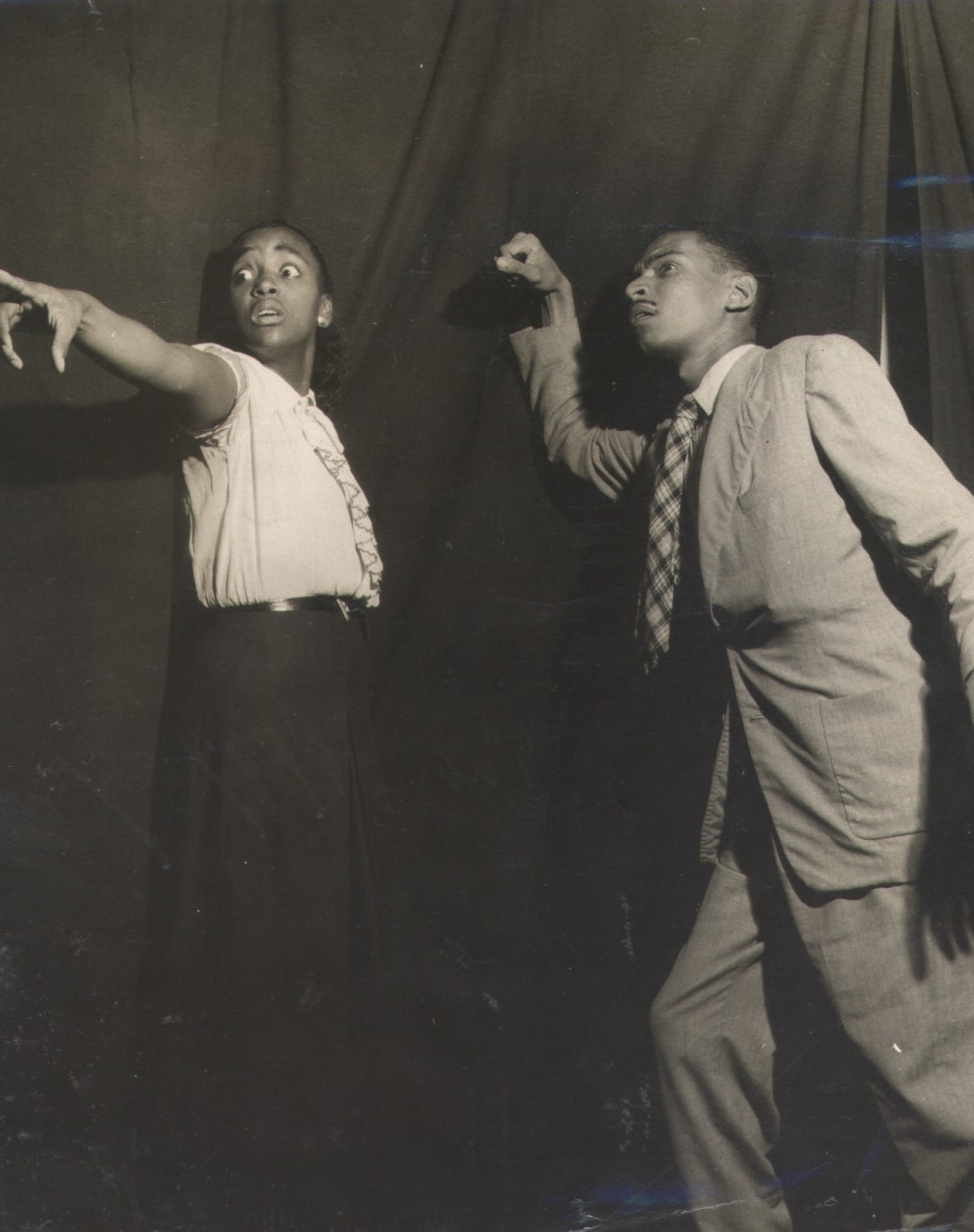
Lea Garcia e Fredman Ribeiro na peça "Onde está marcada a cruz"

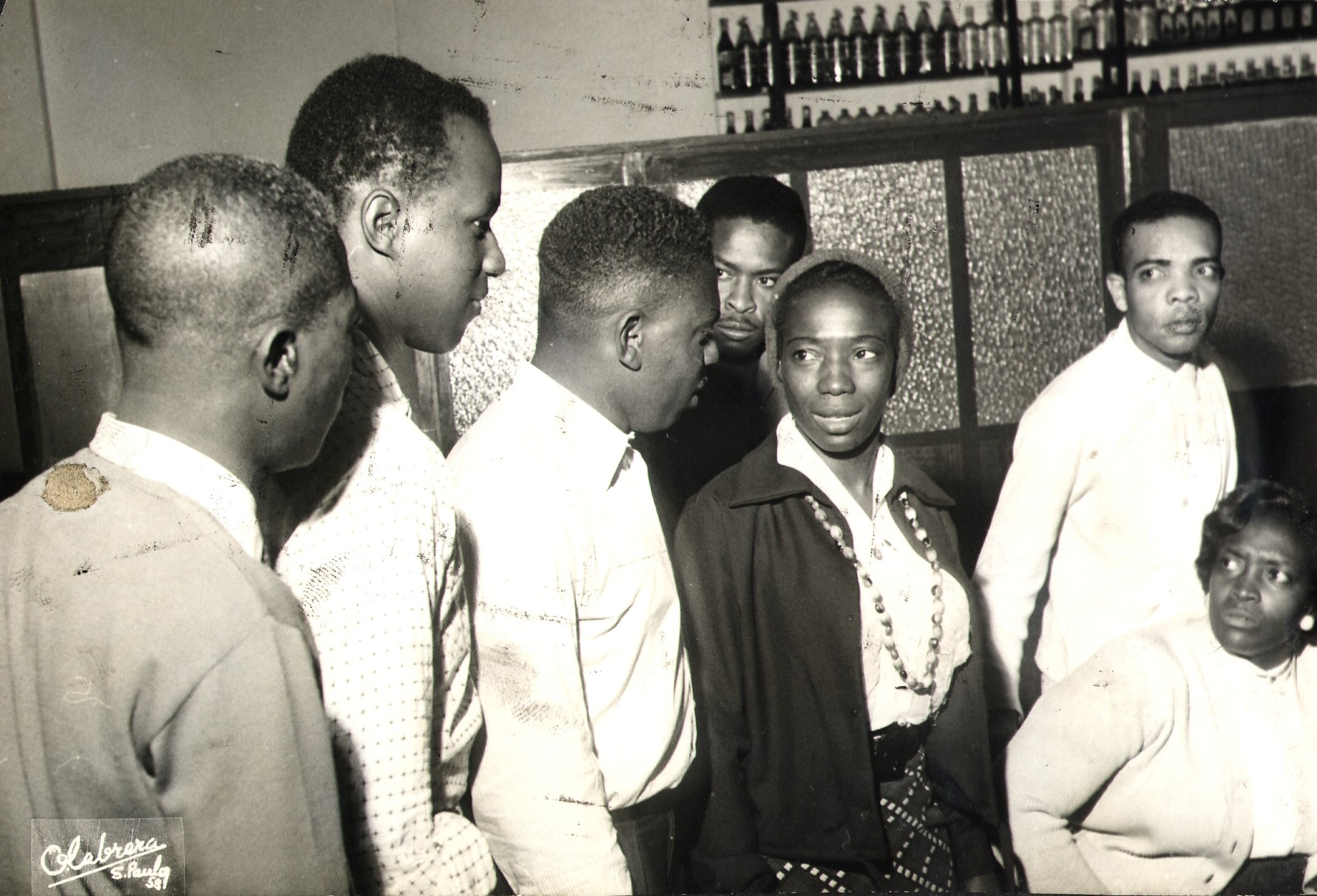
Ensaio para "O Colar de Coral", em 12 de setembro de 1958.

- 1946 - Festival do 2º Aniversário do Teatro Experimental do Negro
- 1946 - Othello
- 1946 - Todos os Filhos de Deus Tem Asas
- 1947 - Terras do Sem Fim
- 1947 - O Filho Pródigo
- 1947 - Recital Castro Alves
- 1948 - A Família e a Festa na Roça
- 1948 - Aruanda
- 1949 - Filhos de Santo
- 1949 - Calígula
- 1952 - Rapsódia Negra
- 1953 - O Imperador Jones
- 1953 - O Filho Pródigo
- 1954 - Festival O'Neill
- 1954 - Onde Está Marcada a Cruz
- 1956 - João Sem-Terra (Teatro Novos Comediantes de S.Paulo)
- 1956 - Orfeu da Conceição
- 1957 - Perdoa-me por Me Traíres
- 1957 - Sortilégio - Mistério Negro[8]
- 1958 - O Colar de Coral